# Famille Trémolet
 (janvier 2025).
Si vous disposez d'ouvrages ou d'articles de référence ou si vous connaissez des sites web de qualité traitant du thème abordé ici, merci de compléter l'article en donnant les références utiles à sa vérifiabilité et en les liant à la section « Notes et références ».
La famille Trémolet est une famille de bourgeoisie française de souche paysanne, originaire de Lapanouse de Séverac en Rouergue (Aveyron).
Elle compte parmi ses membres un homme politique, un ténor du barreau de Paris, une médiéviste et un journaliste émérite qui appartiennent à l'une de ses branches qui utilise le nom d'usage Trémolet de Villers.

## Histoire
La famille Trémolet trouve ses origines à Lapanouse de Séverac en Rouergue au XVIe siècle, où ses membres ont vécu sans discontinuer jusqu'à une époque récente, s'agissant de la branche Trémolet de Villers jusqu'à la fin du XIXe siècle.

## Filiation
Ci-dessous, une filiation simplifiée de la famille Trémolet :
- Antoine Trémolet, marié avec Jeanne Delmas.
  - Durand Trémolet (ca. 1535 à Lagarde- ?), marié après 1552 avec Anne Frézal.
    - Pierre ou Étienne Trémolet (1572 à Lagarde-après 1625 à Lapanouse-), marié avec Fleur Capblat (ca. 1575 à Lapanouse-1639).
      - Étienne Trémolet (ca. 1600-1659 à Lapanouse), marié en 1630 à Lapanouse avec Marie Souques ( ?-1659).
        - Jean Pierre Trémolet (1638 à Lapanouse-avant 1703), marié en 1664 avec Catherine Maigne (?-avant 1703).
          - Jean Trémolet (1665 à Lapanouse -après 1736), marié en 1694 avec Marie Blanc (?-après 1736).
            - Marc François Trémolet (1695 à Lapanouse -1776 à Lapanouse), marié en 1727 à Lapanouse de Séverac avec Marianne Volpelier.
              - Jean François Trémolet (ca. 1725-1803 à Lapanouse), journalier, marié en 1766 à Saint-Rome-de-Dolan avec Marianne Delfour (ca. 1748-1788 à Lapanouse).
                - François Trémolet (1770 à Lapanouse -1849 à Lapanouse), cultivateur., marié en 1789 avec Marianne Chayrigues (1767-1830 à Lapanouse).
                  - Jean François Trémolet (1790 à Lapanouse-1859 à Lapanouse), marié en 1817 avec Cécile Delmas (1792 à Saint-Saturnin-de-Lerne-1859 à Lapanouse).
                    - Pierre Trémolet (1835 à Lapanouse-1889 à Lapanouse), propriétaire, marié en 1865 à Lapanouse avec Marie Julie Verdier (1838- ?).
                      - Postérité éteinte en ligne masculine.

                - Pierre Jean Trémolet (1785 à Lapanouse- ?), cultivateur, marié en 1810 à Lapanouse avec Marie Molinié (1793 à Séverac- ?).
                  - Pierre Jean Antoine Trémolet (1812 à Lapanouse- ?) cultivateur, marié en 1834 à Séverac avec Marie Lacan (1815 à Séverac- ?).
                    - Jean Joseph Trémolet, marié à Marie Clotilde Forestier.
                      - Étienne Trémolet, chevalier de l'ordre national de la Légion d'honneur, marié à Anne-Marie Guilhe La Combe de Villers, famille subsistante dont il prend le nom.
                        - Henri Trémolet de Villers (1912-2001), avocat et homme politique,  marié à Jeanny Battesti. De ce mariage naissent cinq enfants dont
                          - Jacques Trémolet de Villers (1944), avocat et écrivain marié à Christine Coquebert de Neuville, d'où neuf enfants dont
                            - Vincent Trémolet de Villers (1975), journaliste, marié à Anaïs Deurbergue.
                            - Anne Trémolet de Villers, historienne, spécialiste du Moyen-Age en Gévaudan, auteur de plusieurs ouvrages

              - Jean Pierre Trémolet (1739 à Lapanouse-1813 à Vézins), cultivateur, marié avec Elisabeth Mandagot (1740-1817 Vézins).
                - Postérité éteinte.

          - Jean Pierre Trémolet , né le 6 mars 1667, Lapanouse, décédé avant 1749.
            - Postérité subsistante.

      - Pierre Trémolet (1615 à Lapanouse-1682), marié avec Antoinette Vernhet (1625-1682).
        - Etienne Trémolet (1652-1697), marié en 1682 à Séverac avec Antoinette Guizard (1660-1737).

    - Antoine Trémolet (ca. 1580 à Lapanouse- ?), marié vers 1610 avec Andrine Cahusac (ca. 1587- ?).
      - Guillaume Trémolet ( ?-1690 à Séverac), marié en 1638 à Séverac-le-Château avec Madeleine Verlac ( ?-1692 à Séverac).
        - Postérité sur une génération.

## Personnalités
- Henri Trémolet de Villers » (1912-2001), avocat et homme politique.
- Jacques Trémolet de Villers » (1944), avocat et écrivain.
- Anne Trémolet de Villers, médiéviste.
- Vincent Trémolet de Villers » (1975), journaliste, directeur délégué du Figaro.